# Industrial (muziekstijl)
Industrial is een muziekstijl die aan de gevestigde conventies van de rock wilde ontsnappen. Door verregaande experimenten met geluid, tapeloops en vroege elektronische instrumenten wilde men tot een nieuwe vorm van muziek komen.

## Voorlopers

### Russolo en Varese
Voortvloeiend uit de schilderstroming en als muzikale uiting van het futurisme maakte Luigi Russolo al aan het begin van de twintigste eeuw voor het eerst gebruik van machines en elektrische toongeneratoren in zijn bruïtistische muziek. Industriële machines die hij als volwaardige muziekinstrumenten inzette in composities.
Ook Edgard Varèse richtte zich in zijn latere werk vooral op industriële klanken. Aanvankelijk richtte hij zich op wiskunde en werktuigbouwkunde en deze bèta-achtergrond zou zijn componeren later diepgaand beïnvloeden. Rond 1930 schreef Edgard Varèse met Ionisation een werk dat geheel voor slagwerk en sirenes bedoeld is.

## Jaren zeventig
Van de term 'industrial' was voor het eerst sprake iets na halverwege de jaren zeventig. Door industrieel lawaai met experimentele elektronische muziek te vermengen verkregen bands als Throbbing Gristle en Cabaret Voltaire bekendheid. Net als de eveneens in die tijd opkomende punk bediende men zich van een 'donker' imago: zowel in de muziek en teksten alswel in het bijbehorende artwork.
Throbbing Gristle is de band die het genre zijn naam heeft gegeven. Hun albums kwamen uit op hun eigen Industrial label. Op dit label werden ook andere experimentele en industrial bands als Clock DVA, Monte Cazazza, S.P.K. en Maurizio Bianchi/M. B. uitgegeven.

## Jaren tachtig

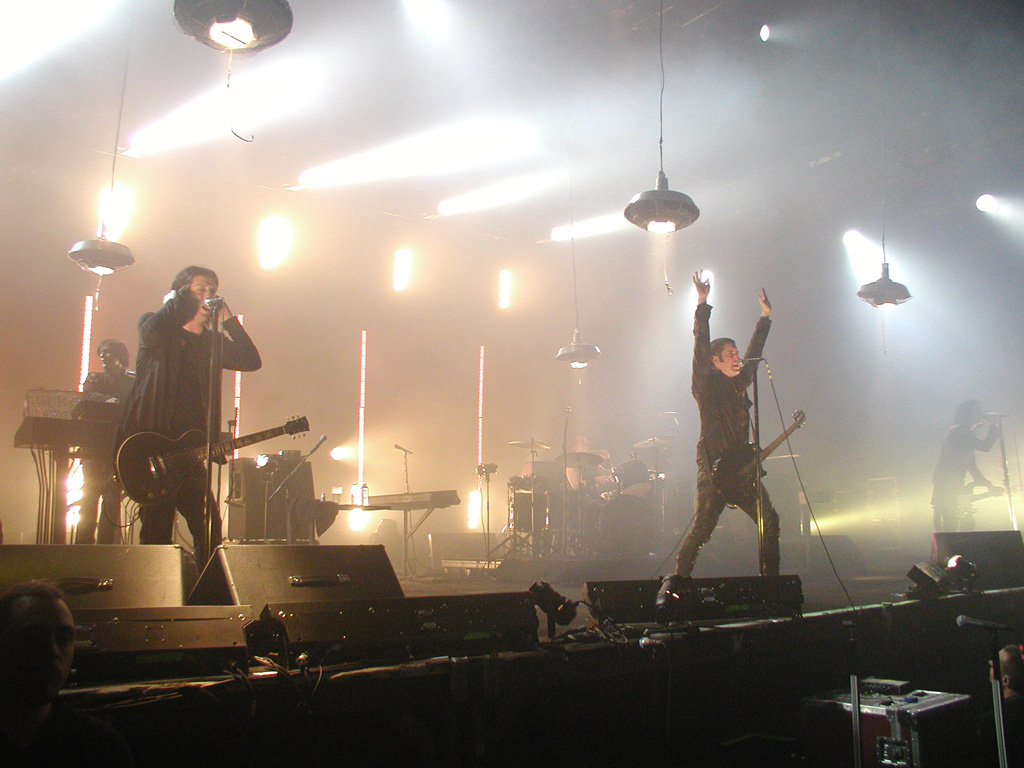
Nine Inch Nails in München, 2007

In de jaren tachtig werd het genre wijder. Aan de ene kant had je bands als Einstürzende Neubauten, Test Dept en de in 1989 opgerichte Belgische industrial percussion band Militia die metaalpercussie, machines en drilboren gingen gebruiken. Ook acts als Sprung aus den Wolken en Z'EV lieten zich veelvuldig horen. In diezelfde periode kwam ook de electronic body music (EBM) op, wat ook weleens onder de noemer industrial werd geplaatst. In de Verenigde Staten werd een combinatie van electronic body music met metal en punk aangeduid met industrial. Bands als Ministry, Revolting Cocks, Megaherz, Rammstein en Nine Inch Nails vallen hieronder. In Europa wordt deze vorm vaak aangeduid als US industrial om het verschil met de Europese definitie aan te geven.
Een andere stroming is die van de Industrial Rap, waarvan de Amerikaanse band Consolidated zich bediende om hun overwegend communistische boodschappen kenbaar te maken.

## Jaren negentig en 21e eeuw
De jaren negentig stonden in het teken van de opkomende house en techno. Hoewel industrial in het begin van de jaren 90 op de achtergrond raakte, kwam het later in een andere vorm weer terug. Sommige technoacts, zoals Cylob en Aphex Twin, experimenteerden al met industrialinvloeden. Halverwege de jaren 90 kwamen er nieuwe artiesten op die invloeden uit techno combineerden met industrial. Dit subgenre wordt ook wel aangeduid als rhythmic industrial, vanwege de sterke nadruk op dansbaarheid en ritmische patronen. Bekende vertegenwoordigers zijn Converter, Winterkälte, Asche en Mono No Aware. Binnen Nederland is The Peoples Republic of Europe een bekende exponent.
De industrialcultuur bloeide echter vooral in het gothic- en electromilieu. Ook de invloeden van de grondleggers van het genre Throbbing Gristle en aanverwanten kregen hier nieuwe navolgers. Deze werden aangeduid met de naam powernoise. Hun muziek richtte zich weer op de oorspronkelijke definitie, met veel geluidsexperimenten, en veelal een nog donkerder en misantropischer imago dan hun voorgangers. Bekende vertegenwoordigers van dit genre zijn Haus Arafna, Genocide Organ en Subliminal. Nauw verwant daarmee ontwikkelde zich de zogenaamde death-industrial, met het Zweedse label Cold Meat Industry als belangrijkste verspreider.
Binnen de gabber is er ook een subgenre industrial hardcore, die wel wat lijkt op de eerder genoemde rhythmic industrial maar sneller is en muzikaal veel weg heeft van house en gabber.
De noiseband Neptune uit Boston grijpt rond de eeuwwisseling terug bands als Faust en Einsturzende Neubauten met zelfgebouwde instrumenten waarmee in hoofdzaak instrumentale repetitieve, industriële noise wordt geproduceerd.